# Mohora
Mohora es un pueblo ubicado en el condado de Nógrád, Hungría.

## Superficie
Posee una superficie de 15,95 kilómetros cuadrados.

## Demografía
Hasta 2021 la población era de 943 habitantes, con una densidad de población de 59,12 habitantes por kilómetro cuadrado.